# Alcalde de Tebas
El cargo de Alcalde de Tebas era un cargo funcionarial del Antiguo Egipto, que se estableció durante el Imperio Nuevo.

## Funciones
Durante la dinastía XVIII la persona que tenía este título era el funcionario más influyente de la ciudad de Tebas (Alto Egipto).
También ostentaba el cargo de Granero mayor de Amon que le otorgaba la responsabilidad sobre los suministros de los temples tebanos. A partir de la dinastía XIX, durante el reino de Ramsés II, aparece el cargo de Alcalde de Tebas Oeste, el responsable de la parte occidental de la ciudad, la zona de los templos funerarios y de las necrópolis (actualmente también llamada Necrópolis Tebana), por lo que el Alcalde de Tebas se queda solo con la responsabilidad de la parte oriental de la ciudad (la zona de los templos de Luxor y Karnak, y probablemente el centro urbano). Aunque el cargo de Alcalde de Tebas Oeste está subordinado al del Alcalde de Tebas.
Entre sus responsabilidades había la de ejercer de juez, ya que durante el Imperio Nuevo los alcaldes, junto con los sacerdotes, conformaban los tribunales locales. También se encarregaba de acompañar los chatys ("visires") o los sacerdotes de Amón en las rondas de inspección de la necrópolis del lado oeste del Nilo.
También ejercía de supervisor de los mandos de los dos distritos, meridional y septentrional, que se encarregaban de los trabajos policiales. Entre sus subordinados también estaban los escribas del distrito (Escriba de la Administración de la Ciudad), durante el período ramésida había dos en cada distrito de la ciudad y dos más en Tebas Oeste. También había un Escriba del Alcalde y un Teniente de Alcalde con sus correspondientes escribas subordinados (secretarios).
Entre los alcaldes más relevantes del Imperio Nuevo se encuentran Ineni, Sennefer y Ptahmose, y del Periodo Tardío Mentuemhat.

## Alcaldes de Tebas
Lista de algunos de los alcaldes relevantes.

### Imperio Nuevo
| Nombre         | Época                    | Notas                                                  | Tumba                        |
| -------------- | ------------------------ | ------------------------------------------------------ | ---------------------------- |
| Tetiki         | Ahmosis                  |                                                        | TT15 (Dra Abu el-Naga)       |
| Seni           | Amenofis I – Tutmosis II | Nombrado Virrey de Kush durant el reino de Tutmosis I. |                              |
| Ineni          | Thutmosis I – Hatshepsut |                                                        | TT81 (Sheikh Abd al-Gurnah)  |
| Kenamon        | Hatshepsut               |                                                        | TT93 (Sheikh Abd al-Gurnah)  |
| Sennefer       | Amenofis II              |                                                        | TT96 (Sheikh Abd al-Gurnah)  |
| Ptahmose       | Amenofis III             | También chaty y Sumo sacerdote de Amón                 |                              |
| Amenemhab      | Dinastía XVIII           |                                                        | A8 (Dra Abu el-Naga)         |
| Sauser         | Dinastía XVIII           |                                                        |                              |
| Roy            | Dinastía XVIII           |                                                        |                              |
| Paser          | Ramsés II                |                                                        | TT106 (Sheikh Abd al-Gurnah) |
| Hunefer        | Ramsés II – Merenptah    |                                                        | TT385 (Sheikh Abd al-Gurnah) |
| Amenemhet      | Dinastía XIX             |                                                        | TT163 (Dra Abu el-Naga)      |
| May            | Dinastía XIX             |                                                        | TT130 (Sheikh Abd al-Gurnah) |
| Nefermenu      | Dinastía XIX             |                                                        | TT184 (Al-Khokha)            |
| Nebneheh       | Dinastía XIX             |                                                        |                              |
| Paser          | Ramsés III               |                                                        |                              |
| Amenmose       | Ramsés IV                |                                                        |                              |
| Paser          | Ramsés IX                |                                                        |                              |
| Nesi Amenemope | Ramsés XI                |                                                        |                              |

### Período Tardío
| Nombre        | Época                  | Notas                                               | Tumba                        |
| ------------- | ---------------------- | --------------------------------------------------- | ---------------------------- |
| Basa (Bes)    | Psamético I            |                                                     | TT389 (El-Assasif)           |
| Pabasa        | Psamético I            |                                                     | TT279 (El-Assasif)           |
| Padiamun      | Psamético I            |                                                     |                              |
| Patjenefi     | Psamético I            |                                                     | TT128 (Sheikh Abd al-Gurnah) |
| Nesptah       | Psamético I            | Hijo de Mentuemhat (enterraron al padre en la TT34) |                              |
| Reemmaajeru   | Psamético I            |                                                     |                              |
| Ramose        | Psamético I            |                                                     |                              |
| Khonsirdes    | Psamético I            |                                                     |                              |
| Padihorresnet | Psamético I - Necao II |                                                     |                              |

## Alcaldes de Tebas Oeste
Durante la dinastía XIX el número de templos de la orilla occidental era cada vez mayor, así como el número de trabajadores y funcionarios de los templos que se necesitaban y que se tenían que controlar. Por ese motivo se creó el cargo de Alcalde de Tebas Oeste. Este alcalde también era el encargado de supervisar los artesanos de las tumbas de las necrópolis (Valle de los Reyes, Valle de las Reinas, ...) que vivían en el pueblo de Deir el-Medina, así como Jefe de Policía de la zona, cargo suponía supervisar las tumbas reales, vigilar los presos y acusar a los ladrones de tumbas.
Lista de algunos de los alcaldes relevantes:
| Nombre | Época                 | Notas | Tumba |
| ------ | --------------------- | ----- | ----- |
| Ramose | Ramsés II             |       |       |
| Pawero | Ramsés IX – Ramsés XI |       |       |